# Tschudi's nachtzwaluw
Tschudi's nachtzwaluw (Systellura decussata) is een vogel uit de familie van de nachtzwaluwen (Caprimulgidae). De vogel werd in 1884 door de Zwitserse vogelkundige Johann Jakob von Tschudi beschreven als Caprimulgus decussatus, daarna lang als ondersoort beschouwd van de vleugelbandnachtzwaluw, maar sinds 2016 weer opgevat als soort.

## Verspreiding en leefgebied
Deze soort komt voor in westelijk Peru en noordelijk Chili.